# Ejecución pública

Ejecución de Luis XVI, grabado en placa de cobre, 1793

Una ejecución pública es una forma de pena de muerte en la que "los miembros del público en general pueden asistir voluntariamente". Esta definición excluye la presencia de un pequeño número de testigos seleccionados al azar para asegurar la responsabilidad ejecutiva. Históricamente, el propósito de tales exhibiciones ha sido disuadir a las personas de desafiar las leyes o las autoridades. La asistencia a tales eventos fue históricamente alentada y, a veces, incluso obligatoria.
Si bien hoy en día la mayoría de los países ven con disgusto las ejecuciones públicas, en el pasado se preferían a las ejecuciones a puerta cerrada debido a su capacidad de disuasión. También le dieron a los condenados la oportunidad de dar un discurso final, le dieron al estado la oportunidad de desplegar su poder frente a quienes caían bajo su jurisdicción y le otorgaron al público lo que se consideró un gran espectáculo. Las ejecuciones públicas también permitieron al estado proyectar su superioridad sobre los opositores políticos. Así, cuando Carlos I de Inglaterra fue decapitado, la reducida altura del bloque hizo que no pudiera asumir la postura normal de rodillas, sino que se vio obligado a tumbarse boca abajo en una posición considerada especialmente humillante.

## Reformas
Las ejecuciones habían sido condenadas por pensadores de la Ilustración del siglo XVIII como Montesquieu y políticos como Cesare Beccaria. En Europa y en el norte de Estados Unidos, en el siglo XIX y principios del XX se vio un cambio desde el espectáculo de la pena capital pública hacia las ejecuciones privadas y la privación de libertad.

### Reino Unido
En 1801 se vio la última ejecución pública en Tyburn Hill, después de lo cual todas las ejecuciones en York tuvieron lugar dentro de los muros del castillo de York (pero aún públicamente) para que "la entrada a la ciudad no sea molestada arrastrando criminales por las calles". En Londres, los condenados a muerte en Old Bailey permanecerían en la prisión de Newgate y esperarían a que se cumpliera su sentencia en la calle. Al igual que en Tyburn, la multitud que llegaba a mirar seguía siendo numerosa y rebelde. Si bien algunos reformadores se opusieron a la pena capital, la práctica de ejecuciones públicas siguió siendo común durante el siglo XIX y principios del XX. La última ejecución pública en Reino Unido ocurrió en 1868, después de la cual se llevó a cabo la pena capital en la intimidad de las prisiones.

### Francia
Las autoridades francesas continuaron con las ejecuciones públicas hasta 1939. Las ejecuciones se hicieron privadas después de que el proceso fuera escandalizado tras el surgimiento de una película secreta sobre la muerte por guillotina del asesino en serie Eugen Weidmann. Surgieron informes inquietantes de espectadores que empapaban la sangre de Weidmann en harapos como souvenirs y, en respuesta, el presidente Albert Lebrun prohibió las ejecuciones públicas en Francia por "promover los instintos más bajos de la naturaleza humana".

### Estados Unidos
La última ejecución pública en los Estados Unidos ocurrió en 1936. Como en Europa, la práctica de la ejecución se trasladó a la intimidad de las cámaras. La visualización permanece disponible para aquellos relacionados con la persona que está siendo ejecutada, las familias de las víctimas y, a veces, los periodistas.

Frances Larson escribió en su libro de 2014 Severed: A History of Heads Lost and Heads Found:
“Mientras hubo ejecuciones públicas, hubo multitudes para verlas. En Londres, a principios del siglo XIX, podría haber 5.000 personas para ver un ahorcamiento estándar, pero multitudes de hasta 100.000 acudieron para ver cómo mataban a un delincuente famoso. Los números apenas cambiaron a lo largo de los años. Se estima que 20.000 vieron ahorcar a Rainey Bethea en 1936, en lo que resultó ser la última ejecución pública en los EE.UU."

## Actualidad
Según la Amnistía Internacional, en 2012 "se supo que se habían llevado a cabo ejecuciones públicas en Irán, Corea del Norte, Arabia Saudita y Somalia ". La Amnistía Internacional no incluye a Siria, Afganistán y Yemen en su lista de países con ejecuciones públicas, pero ha habido informes de ejecuciones públicas llevadas a cabo ahí por agentes estatales y no estatales, como ISIS. También se llevaron a cabo ejecuciones que pueden clasificarse como públicas en los estados de Florida y Utah en 1992.